# Nancy S. Harris
Nancy S. Harris est une femme médecin américaine spécialisée en médecine interne.

## Travaux
Le Dr Harris a envisagé de travailler pour les enfants du Tibet en 1990, après son premier voyage sur place.
En 1996, le docteur Harris en collaboration avec des chercheurs de l'Institut de la santé publique de Santa Cruz de l'université de Californie et de l'Institut tibétain de recherche médicale de Lhassa publie les résultats d’une première étude sur des enfants tibétains de moins de 7 ans.
En 2001, le docteur Harris et ses collaborateurs publient une étude dans le New England Journal of Medicine, réalisée entre août 1994 et décembre 1995 et portant sur 2078 enfants tibétains de moins de 7 ans de régions urbaines et rurales de la région autonome du Tibet faisait apparaître un retard de croissance lié à la malnutrition, souvent accompagné de problèmes osseux et dermatologiques. Un rachitisme fut diagnostiqué chez 66 % des enfants étudiés. Cette étude indique que le niveau de malnutrition observé est associé à un risque d'augmentation de la mortalité, qui est de 13,2 % parmi les enfants des mères interrogées. Cette étude montre que les enfants souffrant d'un retard de croissance au Tibet présentent des signes cliniques de malnutrition, ainsi qu'une mortalité et une morbidité élevée.

## Fondation Terma
Un programme de santé publique visant à améliorer la nutrition a été mis en place par la Fondation Terma créée par le Dr. Harris en 1993, en accord avec le gouvernement chinois, après deux années de négociation,.
Le Dr Harris travaille avec Vitamin Angels fournissant les vitamines à Terma qui les distribue au Tibet.

## Publications
- Harris NS, Yangzom Y, Pinzo L, Gyaltsen P, Crawford PB. « Effects of age, community location, and illness on nutritional status of high altitude Tibetan children, 0-7 years. » International Child Health 1996; 7: 99-114.
- Harris NS, Crawford PB, Yangzom Y, Pinzo L, Gyaltsen P, Hudes M., Nutritional and Health Status of Tibetan Children Living at High Altitudes, NEJM, 2001; 344: 341-347.

## Prix
Elle a reçu les prix Temple Award for Creative Altruism en 1997, San Mateo County Medical Association Distinguished Service Award en 2003, et World of Children Awards en 2006,.

## Note
1. ↑  Distinguished Service Award for dedicated work in Tibet
2. 1 2  Publications
3. ↑  Harris NS, Yangzom Y, Pinzo L, Gyaltsen P, Crawford PB. « Effects of age, community location, and illness on nutritional status of high altitude Tibetan children, 0-7 years. » International Child Health 1996; 7: 99-114.
4. ↑  (en) Harris NS, Crawford PB, Yangzom Y, Pinzo L, Gyaltsen P, Hudes M., Nutritional and Health Status of Tibetan Children Living at High Altitudes, NEJM, 2001; 344: 341-347.
5. ↑  (en) Erik Eckholm, Study Links Malnutrition to Stunted Growth of Tibet's Children, The New York Times, 1er février 2001 : « Our data show that Tibetan children are not 'small but healthy,'  (...) They have clinical signs of malnutrition as well as high morbidity and mortality. »
6. ↑  (en) American Doctor Honored for Health Projects in Tibet « Harris runs the Terma Foundation which implements public health programs including nutrition, education, primary and preventive health care among the Tibetan people. Terma was founded in 1993 as the Tibet Child Nutrition Project (TCNP). »
7. ↑  (en) Susan Craig, Saving Tibet's Children, Shambhala Sun, May 2000, pp. 52-56.
8. ↑  Vitamin Angels
9. ↑  Terma Foundation Receives the World of Children Health Care Award
10. ↑  « Nancy S. Harris, M.D., 2006 »